# Амплепи
Амплепи (фр. Amplepuis) насеље је и општина у источној Француској у региону Рона-Алпи, у департману Рона која припада префектури Вилфранш сир Саон.
По подацима из 2011. године у општини је живело 5.148 становника, а густина насељености је износила 128,7 становника/km². Општина се простире на површини од 38,44 km². Налази се на средњој надморској висини од 425 метара (максималној 868 m, а минималној 336 m).

## Демографија
| 1962. | 1968. | 1975. | 1982. | 1990. | 1999. | 2011. |
| ----- | ----- | ----- | ----- | ----- | ----- | ----- |
| 5.299 | 5.344 | 5.340 | 5.055 | 4.839 | 4.948 | 5.148 |

График промене броја становника у току последњих година